# Bosc-Bordel
Bosc-Bordel ist eine französische Gemeinde mit 453 Einwohnern (Stand: 1. Januar 2022) im Département Seine-Maritime in der Region Normandie. Sie gehört zum Arrondissement Rouen und zum Kanton Le Mesnil-Esnard (bis 2015: Kanton Buchy). Die Einwohner werden Bordelois genannt.

## Geographie
Bosc-Bordel liegt etwa 28 Kilometer nordöstlich von Rouen. Umgeben wird Bosc-Bordel von den Nachbargemeinden Sommery im Norden und Nordosten, Mauquenchy im Osten, Bois-Héroult im Süden und Südosten, Bosc-Roger-sur-Buchy im Westen und Südwesten sowie Mathonville im Nordwesten.

## Einwohnerentwicklung
| 1962                      | 1968 | 1975 | 1982 | 1990 | 1999 | 2006 | 2013 |
| ------------------------- | ---- | ---- | ---- | ---- | ---- | ---- | ---- |
| 383                       | 361  | 337  | 385  | 401  | 440  | 470  | 426  |
| Quelle: Cassini und INSEE |      |      |      |      |      |      |      |

## Sehenswürdigkeiten
- Kirche Saint-Jean-Baptiste aus dem 13. Jahrhundert

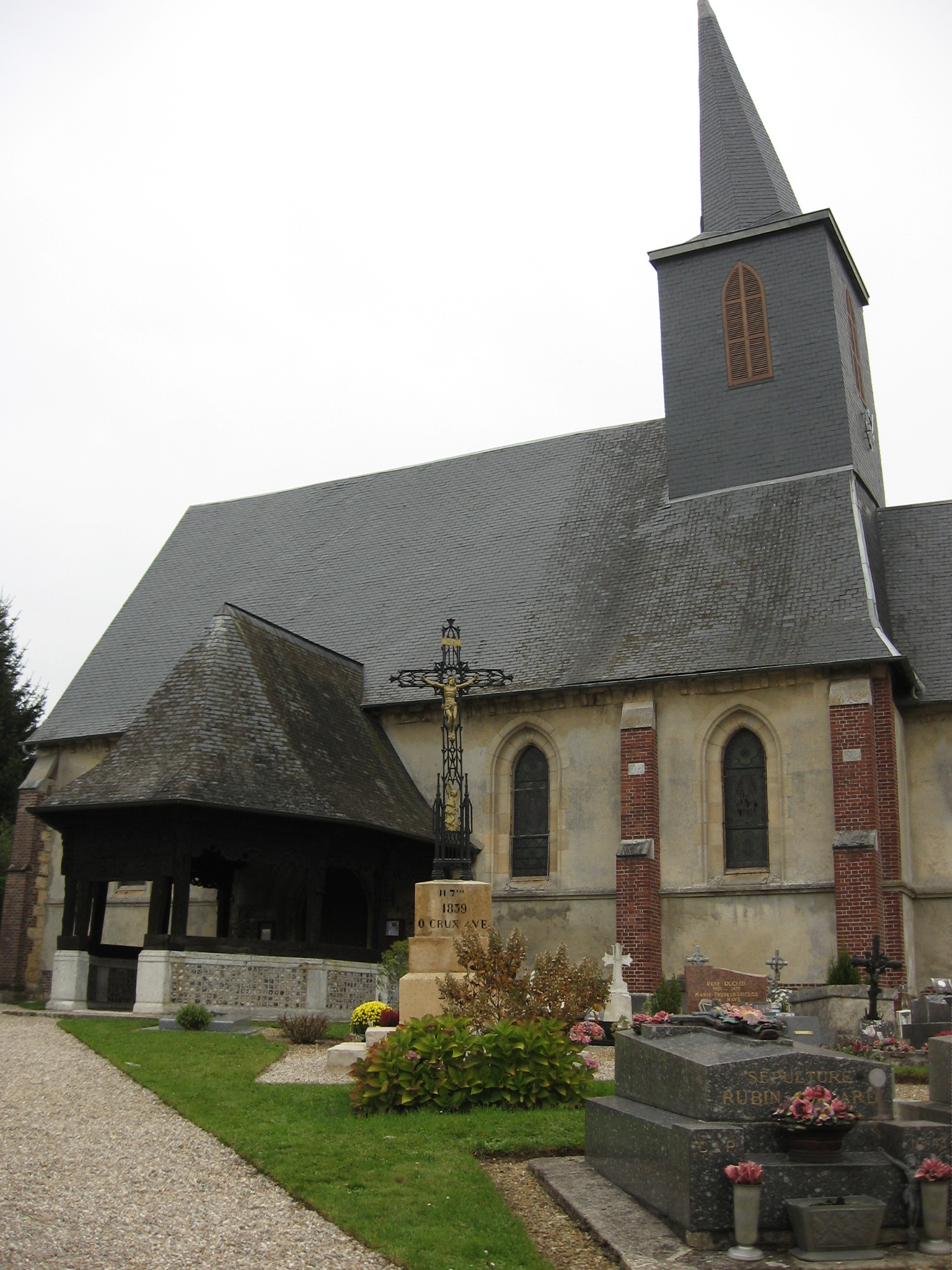
Kirche Saint-Jean-Baptiste